# Station Wegenstedt
Station Wegenstedt is een spoorwegstation in de Duitse plaats Wegenstedt. Het station werd in 1874 geopend.